# Csányi László (irodalomtörténész)
Csányi László (Tapolca, 1922. június 9. - Szekszárd, 1994. április 15.) magyar költő, irodalomtörténész.

## Életpályája
Szülővárosában járt elemi iskolába, Győrben érettségizett, Pécsett végezte az egyetemet. 1940-ig Tapolcán élt. Első írásai a Tapolcai Lapokban, később a Sorsunk című folyóiratban jelentek meg. Ennek a  folyóiratnak Csányi a megszűnéséig a munkatársa volt. Az 1940-s évek elején megjelent két verseskötete. 1946-ban a pécsi Független Nép című lapnál indult újságírói pályája, ott dolgozott 1949-ig. Kaposvárra, majd Szegedre került a Délvidéki Hírlaphoz. Miután a lap megszűnt, rövid ideig állástalanként Révfülöpön élt. 1952-től Szekszárdon az MTI tudósítója, a Tolna Megyei Népújság munkatársa volt. 
1978-tól haláláig a Dunatáj című folyóirat szerkesztője volt. 1946-ban sajtó alá rendezte Batsányi műveit. Lefordította  Hans Sachs: Farsangi komédia című művét 1956-ban.
Írásai az Életünkben és a Jelenkorban, majd az  1970-es évektől főként a Kortársban és az Élet és Irodalomban jelentek meg. 

## Művei
- Az ifjú Vörösmarty. Szekszárd, 1955.
- Vörösmarty szerelmei. Szekszárd, 1975.
- Szekszárdi napló. (Visszaemlékezések.) 1979.
- Égtájak, utassal. Szekszárd, 1987.
- Bejártam Tolnát, Baranyát. Bp., 1988.
- Az emlékezés ösvényei. Szekszárd, 1988.
- Somlyó György. Bp., 1988.
- Babits átváltozásai. Bp., 1990.

## Díjai, elismerései
- 1992 Széchenyi-díj
- 1993 Pro Urbe Szekszárd